# Pierwotny ból głowy związany z aktywnością seksualną
Pierwotny ból głowy związany z aktywnością seksualną (ang. primary headache associated with sexual activity) – szczególny typ samoistnego bólu głowy, związany z napięciem seksualnym i przeżywaniem orgazmu. Wyróżnia się ból przedorgazmowy i ból orgazmowy. Ból przedorgazmowy zaczyna się jako obustronny tępy ból, umiejscowiony nie tylko w głowie, ale też w okolicy karku i szyi, nasilający się w miarę narastania podniecenia seksualnego. Ból orgazmowy często występuje nagle w trakcie orgazmu i jest opisywany jako bardzo silny (eksplodujący), może być jedno lub obustronny. Czasem u tych chorych występuje też ból wysiłkowy lub ból kaszlowy. Zaleca się stosowanie indometacyny p.o., a także tryptanów i ergotaminy.